# Faith Hill
Faith Hill, właśc. Audrey Faith Perry (ur. 21 września 1967 w Jackson w stanie Missisipi) – amerykańska piosenkarka country, aktorka.
Faith Hill urodziła się jako Audrey Faith Perry w Ridgeland, niedaleko Jackson w stanie Mississippi. Dorastała z rodzicami adopcyjnymi w pobliskim małym miasteczku Star.
Chociaż debiutowała w 1993 r. albumem Take Me As I Am, to popularność zdobyła dopiero w roku 1999 dzięki piosence "This Kiss". Swoistym przyjęciem do grona największych był występ na koncercie "Divas Live" wraz z Tiną Turner, Cher i Whitney Houston w tym samym roku. Jej album Faith z poprzedniego roku sprzedał się w liczbie 4 mln egzemplarzy. Z czasem jej styl zaczął ewoluować od country w stronę pop.
Faith Hill jest żoną znanego piosenkarza country Tima McGraw (nagrał z raperem Nelly utwór Over and Over). Hill wykonała też główną piosenkę do filmu Pearl Harbor, która została wyróżniona nominacją do Nagrody Publiczności. 

## Dyskografia
| Take Me As I Am                         | - Data: 12 października 1993 - Wydawca: Warner Bros. Nashville | 59 | –  | –  | –  | –  | - USA: 3x platynowa płyta - CAN: 3x platynowa płyta |
| It Matters to Me                        | - Data: 29 sierpnia 1995 - Wydawca: Warner Bros. Nashville     | 29 | –  | –  | –  | –  | - USA: 4x platynowa płyta - CAN: 2x platynowa płyta |
| Faith                                   | - Data: 21 kwietnia 1998 - Wydawca: Warner Bros. Nashville     | 7  | 11 | –  | –  | –  | - USA: 6x platynowa płyta - CAN: 4x platynowa płyta |
| Breathe                                 | - Data: 9 listopada 1999 - Wydawca: Warner Bros. Nashville     | 1  | 13 | 7  | 19 | 76 | - USA: 8x platynowa płyta - CAN: 5x platynowa płyta |
| Cry                                     | - Data: 15 października 2002 - Wydawca: Warner Bros. Nashville | 1  | 3  | 10 | 29 | 12 | - USA: 2x platynowa płyta - CAN: platynowa płyta    |
| Fireflies                               | - Data: 2 sierpnia 2005 - Wydawca: Warner Bros. Nashville      | 1  | 2  | –  | –  | –  | - USA: 2x platynowa płyta - CAN: platynowa płyta    |
| Joy to the world                        | - Data: 30 września 2008 - Wydawca: Warner Bros. Nashville     | 13 | –  | –  | –  | –  | - USA: złota płyta                                  |
| „–” oznacza, że album nie był notowany. |                                                                |    |    |    |    |    |                                                     |

## Filmografia
| Tytuł                                           | Rok  | Rola                 |
| ----------------------------------------------- | ---- | -------------------- |
| Elvis: Viva Las Vegas                           | 2007 | jako ona sama        |
| Żony ze Stepford                                | 2003 | jako Sarah Sunderson |
| Stepford: A Definition                          | 2003 | jako ona sama        |
| Perfect World: The Making of The Stepford Wives | 2003 | jako ona sama        |
| I Love the '80s                                 | 2002 | jako ona sama        |
| America: A Tribute to Heroes                    | 2001 | jako ona sama        |
| Podróż do Ziemi Obiecanej                       | 1997 | jako Karen Lamar     |
| Dotyk anioła                                    | 1997 | jako Karen Lamar     |
| E! True Hollywood Story                         | 1996 | jako ona sama        |
| Intimate Portrait                               | 1993 | jako ona sama        |